# 天紀增十一
武仙座53，又名BD+31 2925，HD 152598、SAO 65627、HR 6279，是武仙座的一颗恒星，视星等为5.32，位于銀經53.39，銀緯37.87，其B1900.0坐标为赤經16h 49m 10.4s，赤緯+31° 37.87′ 1″。